# کلمین
کلمین، روستایی از توابع بخش رودبار شهرستان شهرستان قزوین در استان قزوین ایران است. کلمینی‌ها مانند اهالی روستاهای اطراف تات هستند و به زبان تاتی صحبت می‌کنند.

## جمعیت
این روستا در دهستان رودبار محمد زمانی قرار دارد و براساس سرشماری مرکز آمار ایران در سال ۱۳۸۵، جمعیت آن ۲۴۸ نفر (۶۲خانوار) بوده‌است.